# 名探偵赤冨士鷹
『名探偵 赤富士鷹』（めいたんてい あかふじたかし）は、2005年12月29日と同年12月30日にNHK総合にて放送された素人探偵・赤富士鷹を主人公とした探偵ドラマである。アガサ・クリスティの名探偵エルキュール・ポワロ物を原作とした作品で、舞台は昭和11年（1936年）の日本という設定。

## あらすじ
まだ日本が戦争一色に染まっていなかった昭和初期。古書店を営む赤富士の前に一人の青年が現れた。如月大正と名乗る彼は、赤富士の親友であった小説家・如月慎次郎の息子であった。彼は亡き父の足跡を追うべく、わざわざパリからやってきたのだ。しばらく赤富士のところで厄介になることになった如月大正は、自分の父の知らない一面を聞かされる。さらに、赤富士と共に探偵として活躍していたことを知り少々困惑気味。また、赤富士も一つの事件を抱えて困惑していた。彼への挑戦状とおぼしきローマ字で書かれた怪文書が届いていたのだ。

## 登場人物

### 主要人物
赤富士 鷹（あかふじ たかし）：伊東四朗
東京のとある場所で古書店を経営する独身男性。今はなき小説家・如月慎次郎とコンビを組んで数々の事件を解決してきた。気がつくと、新聞では颯爽と現れる美男子名探偵にされていた。実際はダンディーとまでは言えない少々さえない初老の男性。ただ、名探偵ぶりは評判で警視庁からも相談を受けるほどである。毎朝のラジオ体操を欠かさない。少々腰が悪いらしくたまにフラッと温泉に療養に行ってしまうときがあり、頼ってきた木暮刑事を困らせることもある。
如月 大正（きさらぎ たいしょう）：塚本高史
赤富士の親友・如月慎次郎の一人息子。パリに在住していたが、亡き父の足跡を追うべく日本にやってきて、気がついたら赤富士のところに半ば居候している。父親はあまり自分のことを語ることなく他界してしまったようで、赤富士から聞かされることに少々困惑気味。何でも興味を持ち、美人に弱い。一緒に生活することになった赤富士に言わせれば父親そっくりだというが、本人は否定している。前年号とおなじ自分の名前が嫌いらしい。
木暮 松実（こぐれ まつみ）：益岡徹
警視庁刑事で現場一筋。赤富士の人柄と才能に惚れており、相談事をよく持ち込んでくる。赤富士と慎次郎がコンビを組んでいたときからの知り合いらしく、見た目よりも年を取っている。ただ、彼に頼りすぎているところもある所為か、出世には縁がないようだ。

### ゲスト
- 吹石一恵 - 森下やよい・森下みちる
- 山崎樹範 - 榎本修三
- 左時枝 - 竹子
- 不破万作 - 由松
- 鳥羽潤 - 中原良男
- 大谷允保 ‐ 馬殿真知子
- 中原果南 - 土井雪江
- 松金よね子 - 真鍋辰子
- いとうあいこ - 真鍋百合子
- 大島蓉子 - 島田せつ
- 矢島健一 - 坂井刑事
- 星野真里 - 羽立瑠璃子
- 多岐川裕美 - 羽立志摩子
- 音無美紀子 - 千田菊
- 山崎一 - 千田勝
- 大杉漣 - 吉村幸造
- 杉本哲太 - 奥村二郎
- ミッキー・カーチス - 「明鈴堂」の主人
- 柏原収史 - 夏木虎男
- 佐野史郎 - 夏木和之進
- 名取裕子 - 夏木絹子

## サブタイトル
第一夜「ABC殺人事件」
原作はアガサ・クリスティ『ABC殺人事件』。
赤富士のところに突然、挑戦状と思われるローマ字で書かれた、怪文書が舞い込んできた。そして、手紙通りに殺人が行われ、困惑の色を隠せない捜査陣。だが、赤富士はアルファベットの意味が、ラジオのコールサインであることを見抜いた。そこで、次の殺人を阻止すべく現地に赴く準備中に、予想した場所と違う所で事件は起きたとの知らせが・・・・・。
第二夜「愛しのサンドリヨン」（シンデレラのフランス語読み）
原作はアガサ・クリスティ『ゴルフ場殺人事件』。
如月青年が一目惚れした女性が現れたとき事件が起きた。赤富士は過去に起きた事件と手口が同じであることに気がついた。そして、再び美女が現れて……。

## おまけ
- NHKで放送されているテレビドラマ版『名探偵ポワロ』の日本語版にてポワロの声を当てている熊倉一雄がワンシーンだけ顔出しをしているが、赤富士との対面はない。
- 劇中に登場する和洋折衷のモダンな建物のほとんどを、明治村（愛知県犬山市）で撮影されている。